# Johann Ambrosius Bach
Johann Ambrosius Bach (w formie spolszczonej Jan Ambroży Bach, ur. 22 lub  24 lutego 1645 w Erfurcie, zm. 20 lutego 1695 w Eisenach) – niemiecki muzyk, ojciec słynnego kompozytora barokowego, Johanna Sebastiana Bacha.

## Życiorys
Johann Ambrosius Bach był synem Christopha Bacha (1613–1661) i bratem bliźniakiem Johanna Christopha Bacha (1645–1693). Pochodził z Erfurtu w Turyngii, gdzie pracował jako skrzypek.
W 1671 roku przeniósł się wraz z rodziną do Eisenach, gdzie był zatrudniony jako muzyk miejski.
8 kwietnia 1668 r. poślubił swą pierwszą żonę, Marię Elisabeth Lämmerhirt w Erfurcie. Małżeństwo miało ośmioro dzieci, z których czworo zostało muzykami. Najwybitniejszym z nich okazał się najmłodszy z rodzeństwa, Johann Sebastian, który przyszedł na świat 21 marca 1685 r.
Johann Ambrosius Bach zmarł w Eisenach w 1695 r.